# Гапоченко Іван Іванович
Іван Іванович Гапоченко  (нар. 27 листопада 1951, Семиротівка)  — український художник; член Сумської обласної організації Спілки художників України з 1995 року (з 2004 року — її голова) та Національної спілки майстрів народного мистецтва України з 1999 року. Заслужений художник України з 2009 року; лауреат міжнародної премії «Прохорівське поле» в царині образотворчого мистецтва (2011, Росія). Батько художниці Юлії Алещенко.

## Життєпис
Народився 27 листопада 1951 року на хуторі Семиротівці Лебединського району, Сумської області (нині не існує). Малювати почав у Лебедині. 1999 року закінчив Київський національний університет театру, кіно і телебачення імені Івана Карпенка-Карого. Учителі з фаху: Борис Данченко (живопис), Ірина Зубавіна, Оксана Мусієнко.

## Творчість
Працює в царині станкового живопису та графіки. Автор пейзажів («Початок осені», «Ставок у с. Лихвине»), маринів («Гурзуф. Бухта Чехова», «Крим. Симеїз. Скеля Діва»), архітектурних пейзажів («В Лебедині», «Село Пристайлове»).
Творчість вирізняється власною художньою манерою. Характерні ознаки стилю художника здебільшого виявляються у пейзажних композиціях. Реальні форми природи набувають під пензлем митця форм таємничих природних структур. Від цього пейзажі стають узагальненими моделями буття. Деякі композиції є намаганням художника осмислити минуле. У їх створенні автор спирається на власні переживання та культурний досвід. Головними формотворчими елементами є колір, який інколи набуває символічного звучання, а також ритмічна організація полотна.
Твори зберігаються у Канівському національному державному музеї-заповіднику Т. Г. Шевченка, Лебединському міському художньому музеї, Сумському обласному художньому музеї ім.. Н.Онацького, Чугуївській картинній галереї, галереї мистецтв «Академічна» Української академії банківської справи НБУ (Суми), мистецькому центрі «Собор» (Суми), Бєлгородському державному художньому музеї, Бєлгородському краєзнавчому музеї, Бєлгородському музеї-діорамі, Бєлгородському музеї «Курська дуга».

### Персональні виставки
- Суми  — 1981, 1996, 2001, 2002.
- Лебедин  — 1996, 2002.